# مرسدس ۳۵ اچ‌پی

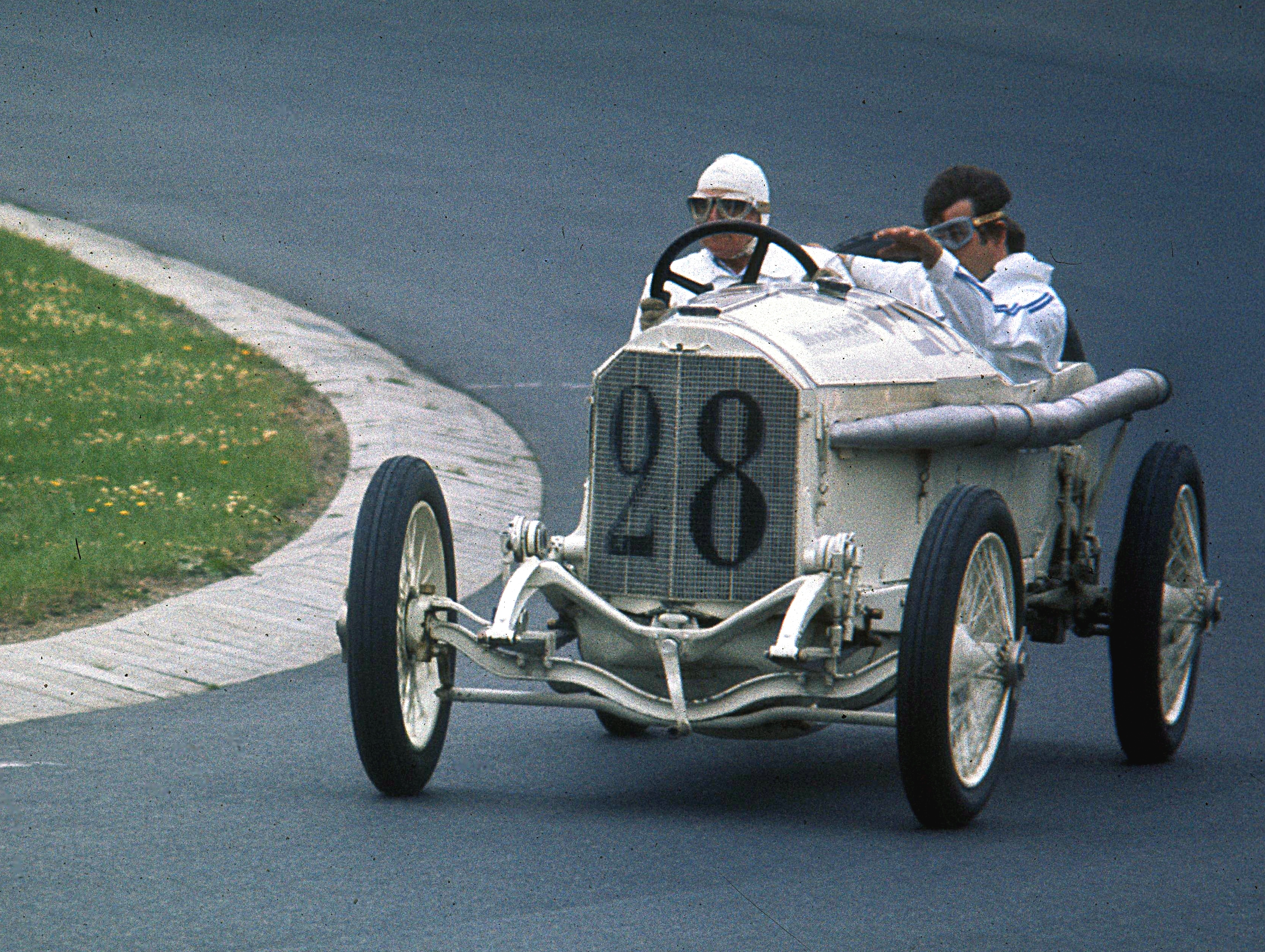

مرسدس ۳۵ اچ‌پی (Mercedes ۳۵ hp) خودرویی است که در سال‌های ۱۹۰۱تولید شده‌است. عرض آن در حالت طبیعی ۱٫۳۴۵ متر (۵۳٫۰ اینچ) و وزن آن در حالت طبیعی ۱٬۲۰۰ کیلوگرم (۲٬۶۴۶ پوند) است.